# Таваньяско
Таваньяско (італ. Tavagnasco, п'єм. Tavagnasch) — муніципалітет в Італії, у регіоні П'ємонт,  метрополійне місто Турин.
Таваньяско розташоване на відстані близько 560 км на північний захід від Рима, 55 км на північ від Турина.
Населення — 794 особи (2014).
Щорічний фестиваль відбувається 13 липня. Покровитель — Santa Margherita.

## Демографія
Населення за роками:

Станом на 1 січня 2023 року в муніципалітеті офіційно проживало 60 іноземців з 11 країн, серед них 32 громадяни країн Євросоюзу.

## Сусідні муніципалітети
- Броссо
- Куассоло
- Куїнчинетто
- Сеттімо-Віттоне
- Траверселла